# Roman Tikhomirov
Pour les articles homonymes, voir Tikhomirov.
Roman Irinarkhovitch Tikhomirov (russe : Роман Иринархович Тихомиров), né le 7 juillet 1915 à Saratov (Empire russe) et mort le 4 août 1984, est un réalisateur et scénariste soviétique. Il est également metteur en scène d'opéra et entre 1962 et 1977, il est le directeur général du théâtre Kirov à Leningrad.

## Filmographie
- 1958 : Eugène Onéguine (ru) (Евгений Онегин)
- 1960 : La Dame de pique (ru) (Пиковая дама)
- 1963 : L'Actrice serve (ru) (Крепостная актриса)
- 1964 : Quand la chanson ne s’arrête pas (Когда песня не кончается)
- 1969 : Le Prince Igor (Князь Игорь)
- 1981 : Floria Toska (Флория Тоска)